# بوتش إيدج
بوتش إيدج (بالإنجليزية: Butch Edge)‏ هو لاعب كرة قاعدة أمريكي، ولد في 18 يوليو 1956 في هيوستن في الولايات المتحدة.

## وصلات خارجية
- بوتش إيدج على موقعبيزبول رفرنس.كوم (الدوري الرئيسي) (الإنجليزية)
- بوتش إيدج على موقعبيزبول رفرنس.كوم (الدوري الثانوي) (الإنجليزية)
- بوتش إيدج على موقع مشجعي الرسوم البيانية (الإنجليزية)